# Nymphidium lisimon
Espèce
Nymphidium lisimon est une espèce d'insectes lépidoptères (papillons) appartenant à la famille des Riodinidae, à la sous-famille des Riodininae et au genre Nymphidium.

## Taxonomie
Nymphidium lisimon a été décrit par Caspar Stoll en 1790 sous le nom de Papilio lisimon.

### Sous-espèces
- Nymphidium lisimon lisimon
- Nymphidium lisimon attenuatum Stichel, 1929.
- Nymphidium lisimon epiplatea Butler, 1867[1].

### Noms vernaculaires
Nymphidium lisimon se nomme Lisimon Metalmark en anglais.

## Description
Nymphidium lisimon, d'une envergure d'environ 35 mm, avec l'apex des ailes antérieures pointu, est de couleur blanche. Le corps est de couleur marron comme la large bordure sur le bord costal et le bord externe des ailes antérieures et le bord externe des ailes postérieures. Les marges marron sont ornées d'une fine ligne argentée de festons et d'une fine ligne submarginale orange.
Le revers est semblable.

## Écologie et distribution
Nymphidium lisimon est présent en Guyane, en Guyana, au Surinam, en Équateur, au Brésil et au Pérou,.